# دانشکده پلیس (مجموعه تلویزیونی)
دانشکده پلیس (انگلیسی: Police Academy: The Series) نام یک مجموعه تلویزیونی کمدی آمریکایی است که در ۲۶ قسمت و سال ۱۹۹۷ میلادی منتشر شد.

## بازیگران
- مایکل وینسلو
- جرج گینز
- مت بورلنگی
- تونی لانگو
- جو فلاهرتی
- پی. جی. اوچلان
- راد کرافورد
- توبی پراکتر
- جرمایا برکیت
- هدر کمپبل
- کریستین گونزالس